# 管遹羣
管遹群（？—1843年），字兆籛，號椒軒，江蘇省常州府陽湖縣，清朝政治人物。

## 生平
道光三年（1823年）進士，授户部主事，荐升郎中，隨繳廣東瑤民起事，賞戴花翎。道光十四年（1834年）京察一等，授貴州糧儲道。翼日，特調湖南鹽法道，遷長蘆鹽運使。道光十七年（1837年），升江西按察使，道光十九年（1839年）安徽布政使，因任運使時事革職。道光二十一（1841年）年九月，特旨賞六品頂戴，赴浙江籌辦軍糧。次年，署布政使。次年，授安徽按察使，改浙江布政使。八月，升浙江巡撫，同年因積勞暴卒。